# Chiesa dello Spirito Santo dei Napoletani
La chiesa dello Spirito Santo dei Napoletani è un luogo di culto cattolico  di Roma, nel rione Regola, situata in via Giulia. Storicamente fu la chiesa nazionale delle Due Sicilie.

## Storia
Nel catalogo delle chiese di Pio V questa chiesa è chiamata S. Aura in strada Iulia, e vi era annesso un monastero di monache. Era dedicata a sant'Aurea, martire d'Ostia. Nel XIV secolo fu chiamata anche Sant'Eusterio, come risulta dal catalogo di Cencio Camerario (n. 232) e dal catalogo dall'anonimo di Torino, che dice: Ecclesia s. Austerii de campo Senensi habet unum sacerdotem. Nel 1572, ridotta in cattivo stato, la chiesa (con il monastero) fu affidata alla Confraternita dello Spirito Santo dei Napoletani che la spianarono e vi fecero costruire la nuova chiesa dedicata allo Spirito Santo (1574).
La chiesa venne dunque riedificata, su disegno di Domenico Fontana o forse Ottaviano Mascherino alla fine del Cinquecento. All'inizio del Settecento subì una profonda trasformazione ad opera di Carlo Fontana. Altri radicali restauri furono effettuati intorno alla metà dell'Ottocento da Antonio Cipolla che ricostruì la facciata (1853), in stile neorinascimentale con portale e rosone scolpiti e l'affresco di Pietro Gagliardi raffigurante lo Spirito Santo in Gloria, e all'interno la cantoria e l'abside, donando alla chiesa l'aspetto attuale.
Chiesa nazionale del Regno delle Due Sicilie, per cinquant'anni, dal 1934 e fino al 1984 (anno in cui, con una solenne cerimonia, furono traslate in Santa Chiara a Napoli), ospitò le salme di re Francesco II delle Due Sicilie, della regina Maria Sofia e della loro unica figlioletta, la principessa Maria Cristina Pia, che vi riposava dal 1870.
Per trent'anni la chiesa è stata chiusa a causa di gravi infiltrazioni d'acqua. Il degrado si impadronì del luogo di culto che sembrava ormai non più recuperabile, dato l'abbandono e le crepe che minacciavano la stabilità dell'edificio.
Nel 1980 fu nominato rettore monsignor Natalino Zagotto che diede inizio immediatamente al difficile e a prima vista impossibile compito di restaurare e ripristinare la chiesa. Il radicale intervento di consolidamento strutturale e restauro architettonico, progettato e diretto dall'architetto Giuseppe D'Emilio e realizzato dal responsabile esecutivo ingegner Maurizio Pouchain, ha riportato l'edificio all'antico splendore. Nel Natale del 1986 la chiesa fu riaperta al culto per rinascere a nuova vita e ora risulta affidata alla Sezione di Roma dell'Ordine Equestre del Santo Sepolcro di Gerusalemme.

## Descrizione

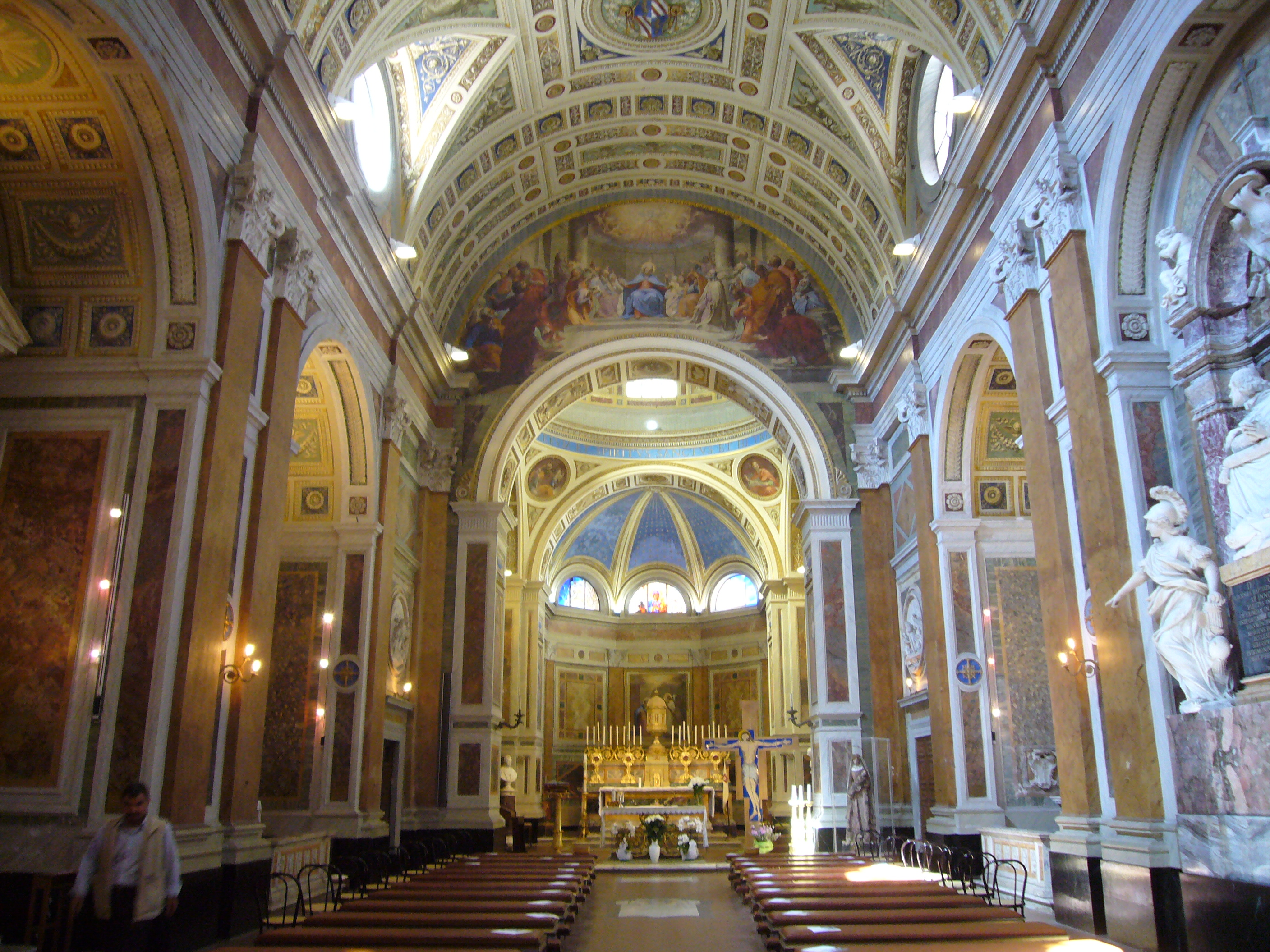
Interno

L'interno è a navata unica con cappelle laterali. Tra le opere principali, vi sono:
- nelle cappelle di destra: il Miracolo di San Francesco di Paola di Bonaventura Lamberti; e il Monumento funebre del Cardinal De Luca di Domenico Guidi (1683), scultore vicino alla cerchia di Gian Lorenzo Bernini;
- nella cupoletta sopra l'altare maggiore, Santissima Trinità tra angeli e santi di Giuseppe Passeri (1707);
- nella cappelle di sinistra sono custoditi i due "pezzi" forti della chiesa, il Martirio di San Gennaro, patrono di Napoli, di Luca Giordano (1705), ultima opera del grande pittore napoletano, detto Luca fa presto, per la velocità con cui realizzava i suoi lavori; l'affresco raffigurante la Vergine con il Bambino attribuito alla bottega di Antoniazzo Romano, pittore romano della fine del XV secolo; da citare anche il Miracolo di San Tommaso d'Aquino, affresco di Domenico Maria Muratori.

La chiesa dal 2005 ospita il "Christus Patiens", un grande crocifisso, opera dell'artista contemporaneo Antonio Nocera.
Si possono inoltre ammirare le nuove vetrate dell'abside e del rosone sulla facciata, dono di benefattori, realizzate dal maestro Oscar Guarnieri.
Sulla cantoria in controfacciata, vi è l'organo a canne costruito da Pietro Pantanella nel 1881; integro nelle sue caratteristiche foniche originarie, dispone di 25 registri (distribuiti su unico manuale e pedaliera) per un totale di 847 canne, ed è a trasmissione integralmente meccanica.